# Il professore matto
Il professore matto (The Nutty Professor) è un film statunitense del 1996 diretto da Tom Shadyac.
Si tratta di un rifacimento de Le folli notti del dottor Jerryll (1963), a sua volta parodia del romanzo gotico Lo strano caso del dottor Jekyll e del signor Hyde di Robert Louis Stevenson, diretto e interpretato da Jerry Lewis. 
Oltre ad impersonare il protagonista Sherman Klump/Buddy Love, Eddie Murphy veste anche i panni dei rozzi e obesi familiari di Klump e di Lance Perkins, una parodia di Richard Simmons.
Il film ha ricevuto recensioni positive, con la critica che ha particolarmente elogiato il trucco e la prova di Murphy. Il successo del film ha dato vita a un seguito, La famiglia del professore matto, uscito nel 2000.
Il film si è classificato al 70º posto tra i 100 film più divertenti, secondo la rete televisiva Bravo.

## Trama
Al Wellman College, migliaia di criceti hanno invaso il campus dopo essere stati accidentalmente rilasciati da Sherman Klump, un professore morbosamente sovrappeso ma di buon cuore. Nel frattempo, Klump ha creato una formula sperimentale che ricostruisce il DNA di una persona obesa in modo da consentirgli di perdere peso più facilmente.
Terminata la sua lezione scolastica, Sherman incontra e si innamora subito di Carla Purty, una laureata in chimica che è una grande fan del suo lavoro. Dopo una cena, fatta di portate molto abbondanti, con la sua famiglia (composta esclusivamente da persone sovrappeso), Sherman chiede a Carla un appuntamento, che lei accetta, con grande sorpresa del professore. L'appuntamento inizia bene, con Carla che mostra ammirazione per il lavoro di Sherman, ma l'odioso comico ospite del club, Reggie Warrington, lo insulta prendendolo in giro pubblicamente per la sua stazza. Klump inizialmente ci ride su, ma il comico diventa sempre più pungente nei suoi confronti, e lui ne resta visibilmente infastidito. Fattasi notte Sherman, offeso ed arrabbiato per tutti gli insulti subiti in quella serata, complice anche un incubo, decide di recarsi nel laboratorio del college, e mette alla prova il suo siero su sé stesso, diventando magro e sportivo. Il timido professore assume un alter ego che lo fa diventare un irruento ragazzo atletico che si fa chiamare Buddy Love, si definisce amico e confidente di Sherman e fa una corte spietata a Carla.
La giovane professoressa è naturalmente colpita dalla esuberanza e dalla vivacità di Buddy, e accetta di uscire con lui, ma proprio nel corso di una di queste serate (in cui il professore si vendica di Reggie prima insultandogli la madre e poi mettendolo KO in una rissa iniziata dal comico) Sherman scopre che la sostanza ha effetto limitato e, nei momenti meno opportuni, il fisico riacquista le vecchie fattezze. Buddy inoltre inizia a sviluppare una personalità indipendente a causa dell'aumento verticale di testosterone della trasformazione, passando gradualmente dal suo normale stato bonario a pervertito e super sicuro di sé. L'assistente di laboratorio Jason, buon amico di Klump, lo vede fuggire dal locale quando il siero inizia a svanire, e nota che Buddy ha lasciato una carta di credito con il nominativo "Sherman Klump" sul bancone del locale, quindi lo insegue verso la sua macchina credendo fosse un ladro, ma pochi istanti dopo il ragazzo assiste involontariamente alla trasformazione di Buddy in Sherman, scoprendone il segreto, mentre la gente vede i soccorsi liberare l'uomo dalla macchina ora troppo piccola per lui.
La mattina successiva, il rettore Dean Richmond organizza un incontro tra Sherman e il facoltoso uomo d'affari Harlan Hartley al Ritz per dimostrare l'efficienza del siero nella speranza di ottenere la sovvenzione di 10000000 $ di Hartley al dipartimento di scienze. Al Ritz però ci si reca Buddy, che finge di essere amico di Klump. Quando Richmond lo vede, Carla chiede a Buddy di sostituire Sherman prendendosi tutto il merito del suo lavoro. Hartley e Richmond rimangono stregati dalla sua esuberanza e Richmond lo invita ad un ricevimento la sera successiva per la dimostrazione effettiva. Nel frattempo, Buddy rimorchia tre belle ragazze, con grande rabbia e disgusto di Carla, che lo scarica e se ne va arrabbiatissima; Buddy la lascia andare tranquillamente, invita le donne e molte altre persone a casa sua per la notte per dare una festa e va a letto con le tre ragazze.
La mattina seguente Carla si reca a casa di Sherman per scusarsi con lui dopo aver fatto fare a Buddy la dimostrazione degli effetti del siero dimagrante la sera prima, ma mentre gli spiega l'accaduto, dalla camera da letto si vedono le tre ragazze: Carla si convince che anche Sherman la stia tradendo, dunque se ne va nuovamente disgustata.
Pochi istanti dopo, Klump viene informato da Jason che il rettore Richmond non solo lo licenzierà, ma che Buddy prenderà il suo posto. Dopo aver visto un video provocatorio del suo alter ego, il professore decide di averne avuto abbastanza di Buddy, e decide di eliminare tutti i campioni di siero, cosa che fa con l'aiuto di Jason, sistemare le cose con Carla e ottenere la borsa di studio da Hartley. Sfortunatamente, Buddy ha pianificato questo nascondendo un campione del siero in una delle lattine della bevanda dietetica di Sherman, il quale la beve e si trasforma di nuovo in Buddy. Jason cerca di impedirgli di andare alla festa, ma Buddy lo mette al tappeto con un pugno in faccia e se ne va.
Al ballo, Buddy mostra gli effetti del siero al pubblico, ma Jason arriva in tempo e affronta Buddy, poiché ha scoperto che ha intenzione di bere una grossa quantità di pozione per sbarazzarsi di Sherman per sempre. Klump inizia a combattere contro Buddy dall'interno e alla fine si trasforma in sé stesso e ammette i suoi misfatti al pubblico scioccato, inclusi i suoi genitori e Carla, dichiarando che Buddy era chi pensava che lui e tutti gli altri volessero che fosse, e che dovrebbe accettarsi per quello che è. Carla decide di perdonarlo, e i due condividono un ballo insieme. Richmond riassume Klump e Hartley gli dona l'intera cifra della donazione perché lo ritiene "uno scienziato brillante e un gentleman".

## Produzione

### Cast
Prima di scegliere Eddie Murphy, il ruolo di Sherman Klump venne proposto sia ad attori neri, come Samuel E. Wright, sia ad attori bianchi come John Goodman, Tim Allen, Ernie Sabella, Dave Foley e John Heard.

### Riprese
Le riprese della pellicola, svoltesi dall'8 maggio al 8 settembre 1995, sono state effettuate principalmente fra Los Angeles, Beverly Hills ed altri luoghi; vennero sfruttati:
- fra l'UCLA e l'USC, l'Università dove lavora Sherman;
- il Millennium Biltmore Hotel;
- il Mayfield Senior School, a Pasadena, luogo dell'ufficio di Dean Richmond; in seguito, lo stesso stabile, venne utilizzato anche come residenza di John Hammond nel film Il mondo perduto - Jurassic Park;
- l'Huntington Library a San Marino, California, luogo del party.

## Distribuzione
La pellicola è stata distribuita nelle sale cinematografiche statunitensi a partire dal 28 giugno 1996. In Italia invece, il 15 novembre dello stesso anno.

## Accoglienza

### Incassi
Il professore matto è stato un successo al botteghino, aprendo con 25 411 725 $ nel suo primo fine settimana. Al termine della programmazione, aveva raggiunto una somma di 128 814 019 $ nel Nord America e 145 147 000 $ a livello internazionale, per un totale di 273 961 019 $ in tutto il mondo a fronte di un budget di 54 milioni di dollari.

### Critica
Il professore matto ha ricevuto recensioni generalmente positive dalla critica. Rotten Tomatoes ha assegnato al film un punteggio del 64% sulla base delle recensioni di 56 critici, con una valutazione media di 5,90/10. Metacritic ha assegnato al film un punteggio di 62 su 100, in base alle recensioni di 20 critici, indicando "recensioni generalmente favorevoli".
Roger Ebert del Chicago Sun-Times ha assegnato al film 3 stelle su 4, definendolo "un film che è come un pollice sul naso per tutti quelli che hanno detto che [Murphy l'aveva] perso. È molto bravo. E il film ha successo in due modi diversi: è dolce e di buon cuore, e poi di nuovo è rauco slapstick e umorismo da bagno. Mi sono piaciute entrambe le parti". Owen Gleiberman di Entertainment Weekly ha dato al film una B+, scrivendo "Puoi sentire Murphy che riscopre la sua gioia come attore. La riscopre anche lui, come Sherman Klump, un tipo che, proprio come Murphy, è sul gradino più basso, alla disperata ricerca di reinventarsi e, finalmente, lo fa." Peter Travers di Rolling Stone ha dato al film una recensione positiva, dicendo: "Eddie Murphy è di nuovo divertente. Purtroppo, non ha il coraggio di seguire la catartica auto-satira che conferisce al film la sua distinzione". Travers ha elogiato l'incredibile trucco grasso di Rick Baker, ma critica le facili battute grasse e conclude "Solo quando Murphy smette di infilzare il mangiatore compulsivo nel suo professore matto e prende di mira il maiale sessista, il film ha colpito nel segno".

## Riconoscimenti
- 1997 - Premio Oscar
  - Miglior trucco a Rick Baker e David LeRoy Anderson
- 1997 - Golden Globe
  - Candidatura Miglior attore in un film commedia o musicale a Eddie Murphy
- 1997 - Premio BAFTA
  - Miglior trucco a Rick Baker e David LeRoy Anderson
  - Candidatura Migliori effetti speciali a Jon Farhat
- 1997 - Saturn Award
  - Miglior attore protagonista a Eddie Murphy
  - Miglior trucco a Rick Baker e David LeRoy Anderson
  - Candidatura Miglior film fantasy

- 1996 - Los Angeles Film Critics Association Award
  - Candidatura Miglior attore protagonista a Eddie Murphy
- 1997 - MTV Movie Award
  - Candidatura Miglior performance comica a Eddie Murphy
  - Candidatura Miglior performance maschile a Eddie Murphy
- 1997 - Satellite Award
  - Candidatura Miglior attore in un film commedia o musicale a Eddie Murphy
- 1997 - People's Choice Award
  - Film preferito
- 1997 - BMI Film & TV Award
  - Miglior colonna sonora a David Newman